# (36379) 2000 OA24
2000 OA24 (asteroide 36379) é um asteroide da cintura principal. Possui uma excentricidade de 0.30955640 e uma inclinação de 8.43888º.
Este asteroide foi descoberto no dia 23 de julho de 2000 por LINEAR em Socorro.